# Argentina (gènere)

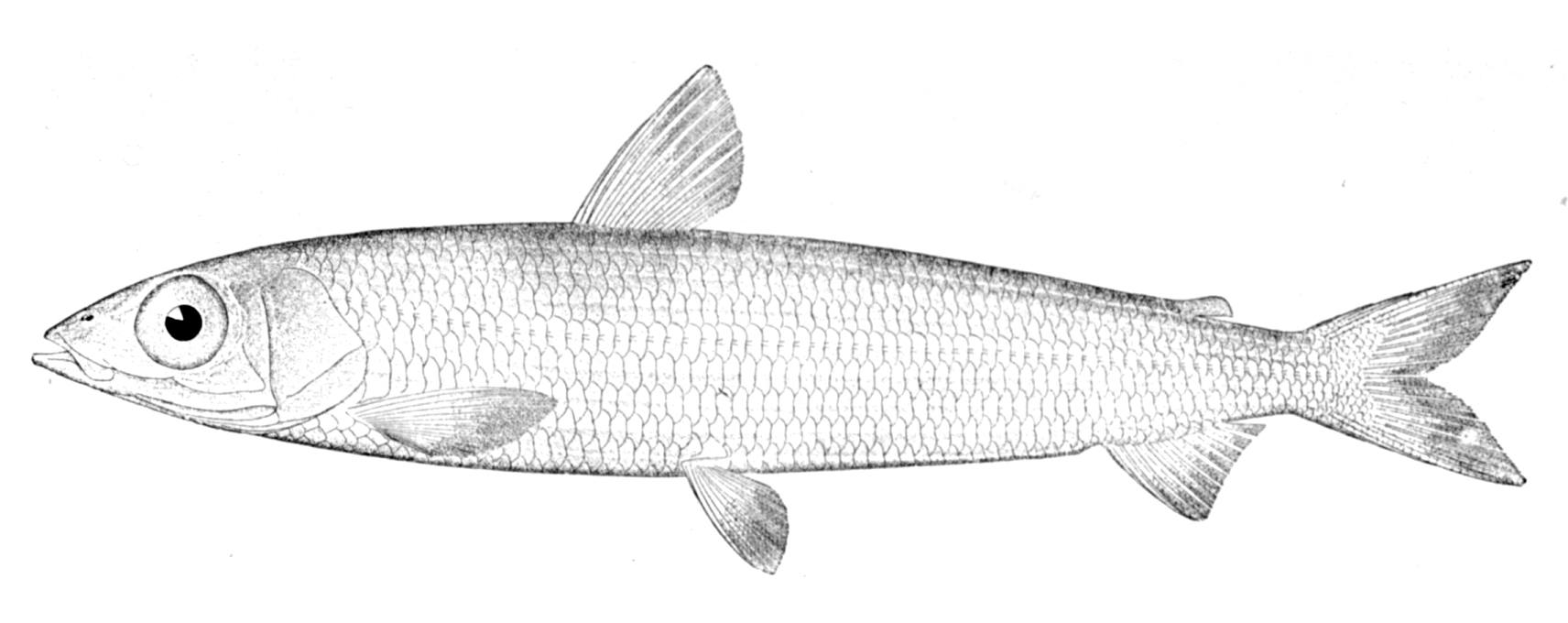
Argentina silus

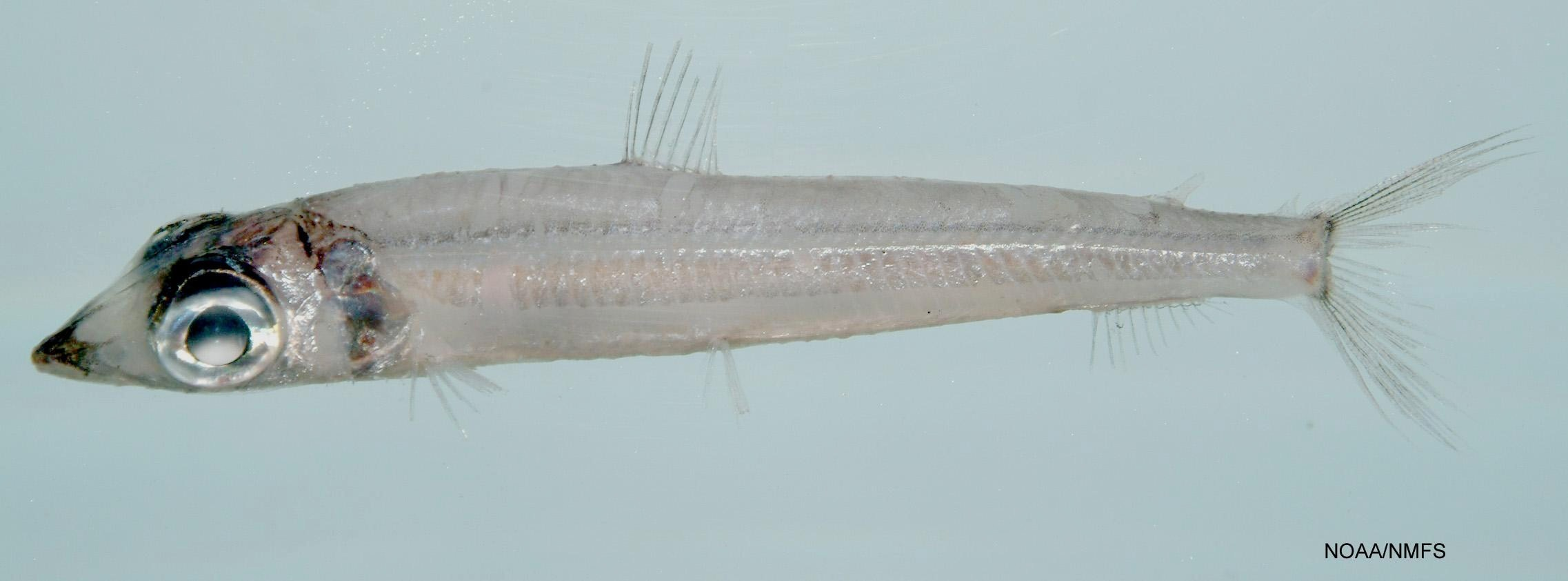
Argentina striata

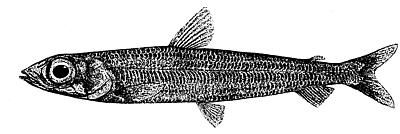
Argentina silus

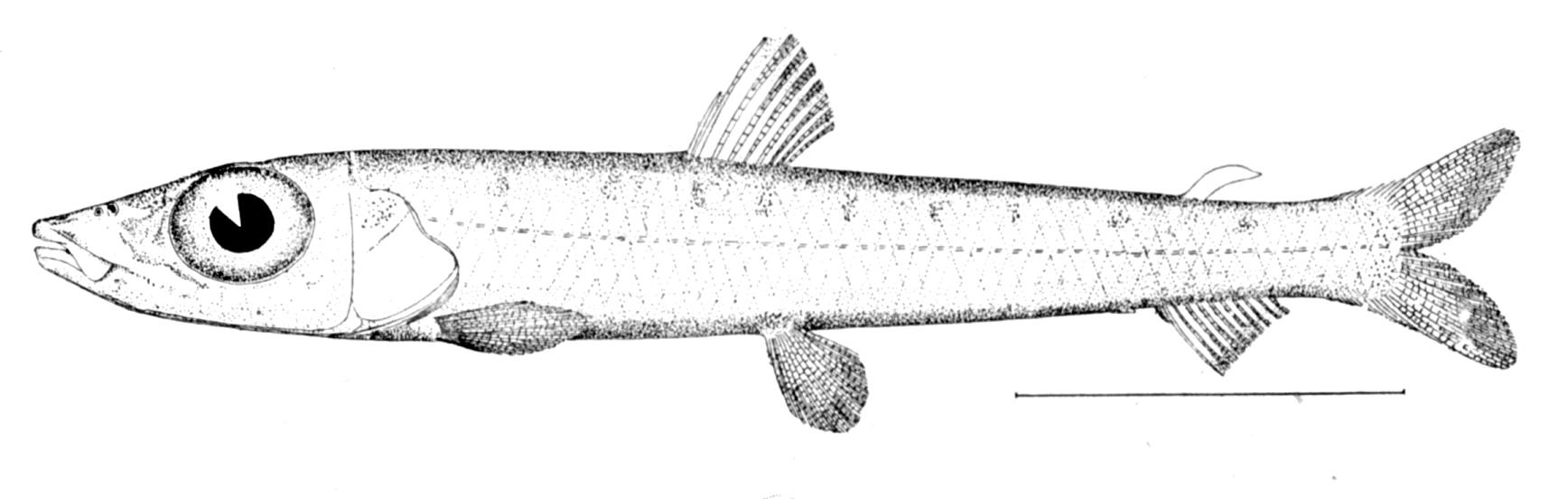
Argentina striata

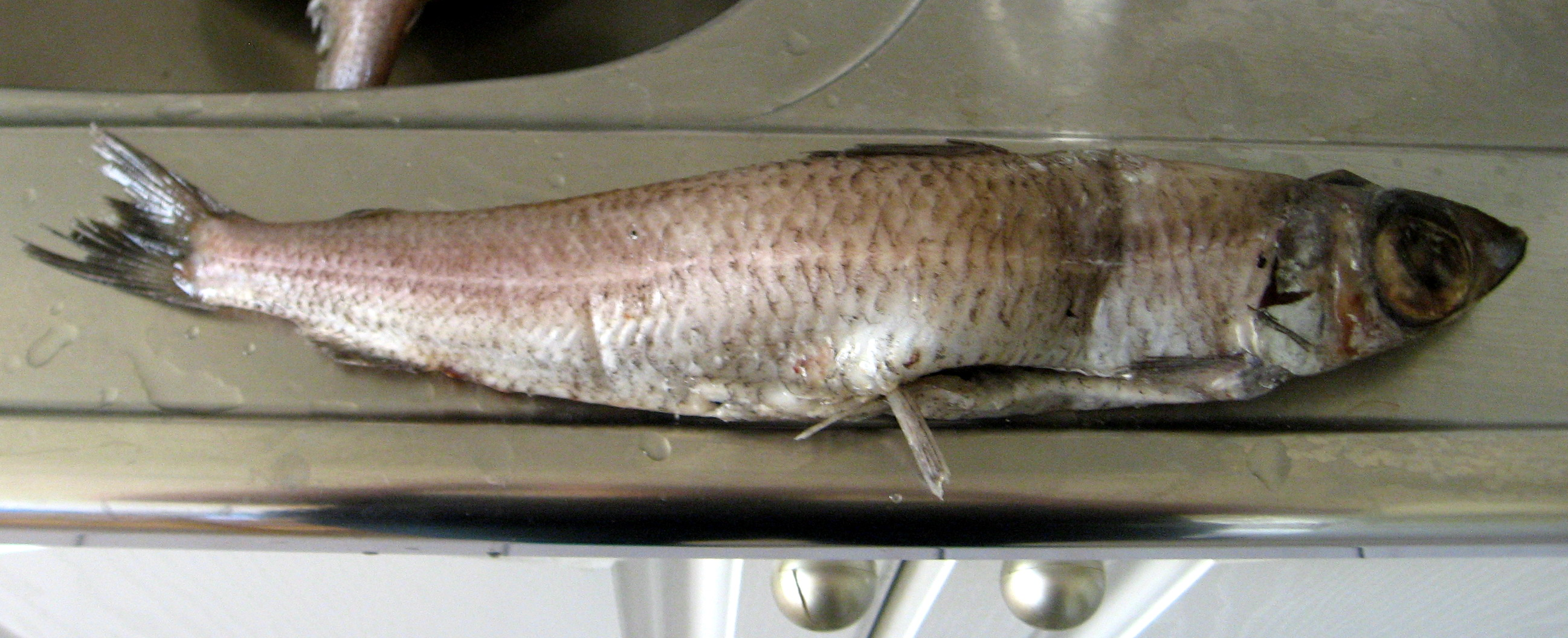
Argentina silus

Argentina és un gènere de peixos pertanyent a la família dels argentínids.

## Descripció
- Cos allargat.
- Boca petita.
- Dents fortes i recobardes a la part frontal i els costats.
- Les escates de la línia lateral no arriben a l'aleta caudal.[2]

## Taxonomia
- Argentina aliceae (Cohen & Atsaides, 1969)[3]
- Argentina australiae (Cohen, 1958)[4]
- Argentina brasiliensis (Kobylyanskii, 2004)[5]
- Argentina brucei (Cohen & Atsaides, 1969)[3]
- Argentina elongata (Hutton, 1879)[6]
- Argentina euchus (Cohen, 1961)[7]
- Argentina georgei (Cohen & Atsaides, 1969)[3]
- Argentina kagoshimae (Jordan & Snyder, 1902)[8]
- Argentina sialis (Gilbert, 1890)[9]
- Argentina silus (Ascanius, 1775)[10]
- Peix d'argent (Argentina sphyraena) (Linnaeus, 1758)[11]
- Argentina stewarti (Cohen & Atsaides, 1969)[3]
- Argentina striata (Goode & Bean, 1896)[12][13][14][15][16][17][18]